# Sergio Domínguez Rodríguez
Pour les articles homonymes, voir Sergio Domínguez et Domínguez.
Sergio Domínguez Rodríguez (né le 2 août 1979 à Parla, dans la communauté de Madrid) est un coureur cycliste espagnol. Il est professionnel en 2005 et 2006 au sein des équipes Spiuk-Semar et 3 Molinos Resort.

## Palmarès
- 2002
  - Tour d'Estrémadure :
    - Classement général
    - 1re étape

  - 8e étape du Circuito Montañés
  - 2e du Circuito Montañés
- 2003
  - Classement général du Tour d'Alicante
  - Tour de La Corogne :
    - Classement général
    - 2e étape

  - 2e étape du Tour de Galice
- 2004
  - 6e étape du Circuito Montañés
  - 4eb étape de la Bizkaiko Bira (es)
  - 2e de la Bizkaiko Bira (es)
  - 3e du Tour d'Estrémadure
  - 3e du Tour de Galice
- 2005
  - Classement général du Circuito Montañés
- 2007
  - 1re étape du Tour de La Corogne
  - 3e étape du Tour de Galice

## Classements mondiaux
| Année           | 2005 |
| --------------- | ---- |
| UCI Europe Tour | 182e |